# Collada de Sant Pau
La Collada, o Collet, de Sant Pau és un coll situat a 211,3 m alt entre els termes comunals d'Oms, de la comarca del Rosselló, i de Reiners, a la del Vallespir, tots dos de la Catalunya del Nord. És a l'extrem septentrional del terme comunal de Reiners i n el meridional del d'Oms. És al nord de la capella de Sant Pau d'Envistadors i del veïnat de Sant Pau i al sud del Mas Tauriac, del terme d'Oms.
Està documentat des del 1377.